# Suibne mac Colmáin
Suibne mac Colmáin (mort en  600) est a roi d' Uisneach ( ríg Uisnig) .dans le royaume de Mide issu the Clan Cholmáin. C'est un fils de Colmán Már mac Diarmato (mort en 555/558), également roi d'Uisnech. Il règne sur  Uisnech de 587 à 600.

## Biographie
La liste de rois établie par Marianus Scotus présente  Suibne mac Colmáin comme un Ard ri Erenn. 
Dans ce contexte il est une identification possible du roi Suibne du  Baile Chuinn Chétchathaig, alternative à Suibne Menn toutefois les annales et les autres listes royales ne lui attribuent pas ce titre, Il est tué en 600 à Brí Dam sur the Suaine (près de l'actuel Geashill, (Comté d'Offaly), par son oncle l'Ard ri Erenn Áed Sláine mac Diarmato (mort en 604) du  Síl nÁedo Sláine, par traîtrise selon la Vita de saint Columba d'Adomnan d'Iona.

## Postérité
Suibne laisse quatre enfants:
- Conall Guthbinn mac Suibni (mort en 635), roi d'Uisnech ;
- Colcu meurt dès 618 ;
- Máel Dóid mac Suibni (mort en 653), roi d'Uisnech;
- Sa fille Uasal ingen Suibni (morte en  643) épouse Fáelán mac Colmáin (morte en 666?), roi de Leinster de la lignée des Uí Dúnlainge.